# Източносибирска лайка
Източносибирската лайка е руска порода куче. Използва се за лов на дивеч. Спада към групата на лайките

## История на породата
Първите сведения за породата датират от XIX век и са свързани с районите на Сибир и Далечния изток.
Първият временен стандарт е приет през 1949, а настоящият – през 1981.

## Стандарт на породата

### Общ вид
В сравнение със западносибирската лайка, източносибирската има по-голяма дължина на тялото, но по-неустойчив скелет.

### Характер
Уравновесен характер с добър усет за ориентация и ярко изразена ловна страст.

### Предназначение на породата
Източносибирската лайка е ловно куче, използвано за лов на различен дребен и едър дивеч. Обхваща тези с ценна кожа като бялка, самур и стига до глухар, диво прасе, лос, рис и мечка. Това показва универсалността за лов на тези кучета.

### Глава
Клинообразна, с относително широк череп.

### Шия
Мускулеста и силна.

### Уши
Не много високо поставени, почти на равнището на очите. С триъгълна форма и заострени върхове.

### Очи
По-скоро малки, желателно в кафяво или тъмнокафяво.

### Крайници
Предните и задните крийници са прави и успоредно поставени, лапите имат почти кръгла форма.

### Козина
Твърда и груба, на главата, около ушите и по крайниците по-къса, на торса удължена.